# Wapen van Westergeest

Wapen van Westergeest

Het wapen van Westergeest is het dorpswapen van het Nederlandse dorp Westergeest, in de Friese gemeente Noardeast-Fryslân. Het wapen werd in 1976 geregistreerd.

## Beschrijving
De blazoenering van het wapen luidt als volgt:
Schuin gevierendeeld van zwart en groen, met over alles heen een gouden St.Andrieskruis, beladen met een rode uitgerukte boomstronk in de kruising.
De heraldische kleuren zijn: sabel (zwart), sinopel (groen), goud (goud) en keel (rood).

## Symboliek
- Andreaskruis: verwijst naar de vier paden die in het dorp bij elkaar kwamen. De gouden kleur duidt op de zandgrond waar het dorp op gelegen is.[2]
- Groene velden: staan voor de klei in de omgeving van het dorp.[2]
- Zwarte velden: symboliseren het veen rond het dorp.[2]

Kienstobbe: onder het maaiveld zijn in de omgeving van Westergeest veel half gefossiliseerde boomstronken gevonden.